# Чарна (гмина, Бещадский повет)
Чарна (пол. Czarna) — сельская гмина (волость) в Польше, входит как административная единица в Бещадский повет, Подкарпатское воеводство. Население — 2368 человек (на 2004 год).

## Демография
| Перепись                       | Всего   | Всего | Женщины | Женщины | Мужчины | Мужчины |
| ------------------------------ | ------- | ----- | ------- | ------- | ------- | ------- |
| Единицы                        | человек | %     | человек | %       | человек | %       |
| Население                      | 2368    | 100   | 1175    | 49,6    | 1193    | 50,4    |
| Плотность населения (чел./км²) | 12,8    | 12,8  | 6,4     | 6,4     | 6,5     | 6,5     |

## Сельские округа
1. Чарна
2. Чарна-Дольна
3. Соколова-Воля
4. Панищув
5. Рабе
6. Жлобек
7. Липе
8. Михнёвец
9. Быстре
10. Поляна
11. Выдрне
12. Ольховец
13. Хревт
14. Середне-Мале
15. Росохате
16. Росолин
17. Творыльне

## Соседние гмины
1. Гмина Цисна
2. Гмина Лютовиска
3. Гмина Солина
4. Гмина Устшики-Дольне